# Franek Trefalt
Franek Trefalt, slovenski igralec in športni reporter, * 11. marec 1931, Kranj, † 5. marec 2015.
Trefalt je bil med letoma 1945 in 1954 član Prešernovega gledališča v Kranju, nato pa med letoma 1954 in 1968 igralec Mestnega gledališča v Ljubljani.
Poleg gledaliških nastopov je igral tudi v več slovenskih in jugoslovanskih filmih. Leta 1953 je z Metko Gabrijelčič igral glavno vlogo v filmu Vesna, kasneje pa je igral še v filmih Trenutki odločitve (1955), Ne čakaj na maj (nadaljevanje Vesne, 1957), Desant na Drvar (1963), Sarajevski atentat (1968) in Krvava bajka (1969).
Nato je delal kot športni reporter na Radiu Slovenija. Leta 1993 je prejel Bloudkovo plaketo za prispevek k razvoju radijskega športnega novinarstva.
Nekaj let sta z bratom Mitom brez večjih uspehov igrala vaterpolo v Plavalnem klubu Železničar.